# Liste du patrimoine mondial au Maroc

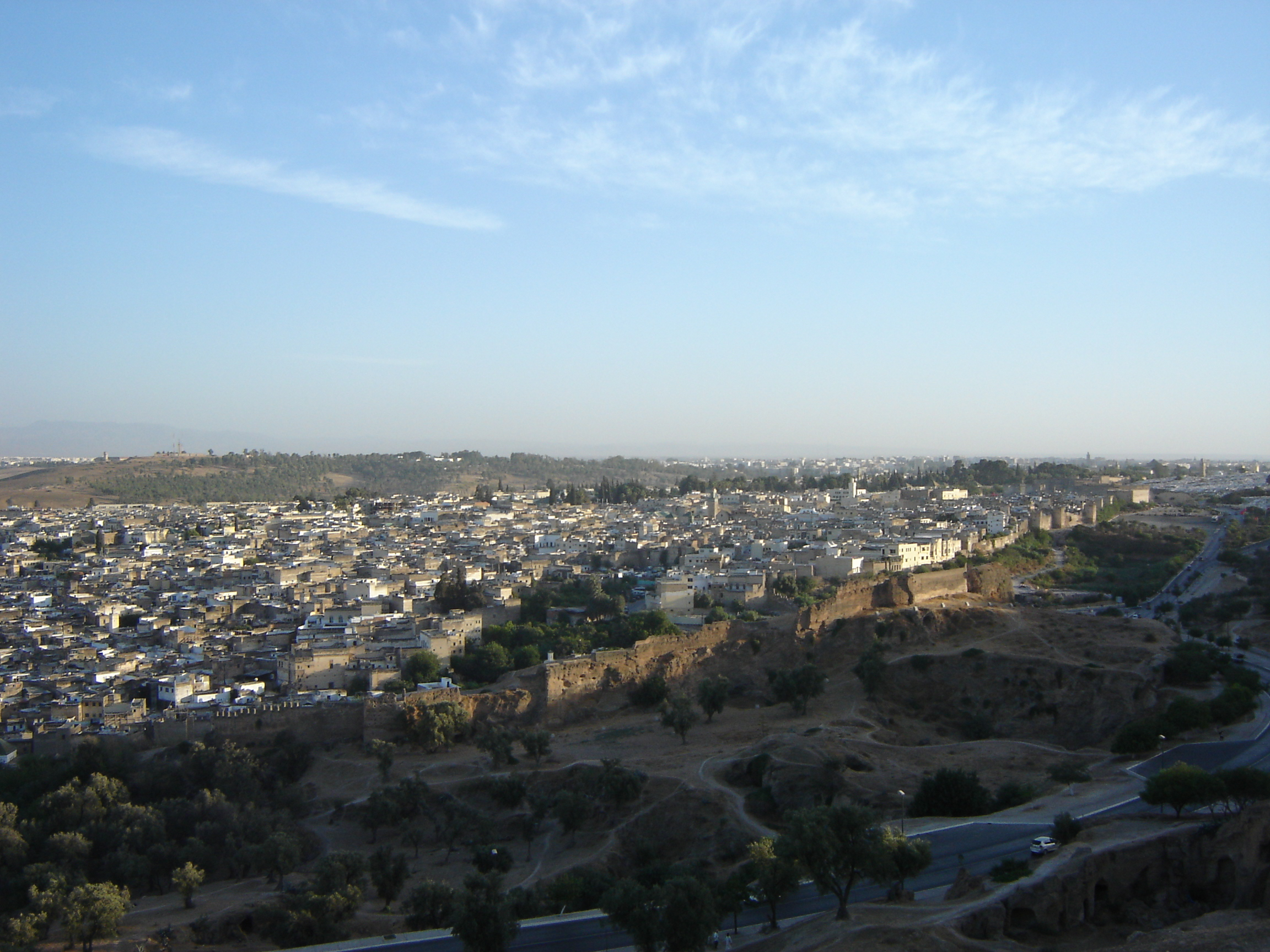
La médina de Fès, premier site marocain inscrit au patrimoine mondial.

Cette liste recense les sites du Maroc inscrits au patrimoine mondial de l'humanité, après acceptation par le Comité intergouvernemental du patrimoine mondial de l'UNESCO, ou sur la liste indicative fournie par le Maroc, en vue d'être éventuellement proposés pour inscription.
Le Maroc a ratifié la Convention pour la protection du patrimoine mondial, culturel et naturel le 28 octobre 1975, et la médina de Fès a été, en 1981, le premier site inscrit sur la liste du patrimoine mondial. Depuis 2012, le pays compte 9 sites inscrits au patrimoine mondial en tant que biens culturels, et depuis 2016, sa liste indicative comprend 13 sites : 9 biens culturels et 4 biens naturels.

## Sites du Maroc inscrits au patrimoine mondial
Les sites suivants sont inscrits au patrimoine mondial.
| Site                                                                   | Province   | Type                              | Date | Superficie (ha) | Lien | Notes | Coordonnées                        | Illus. |
| ---------------------------------------------------------------------- | ---------- | --------------------------------- | ---- | --------------- | ---- | --- | ---------------------------------- | ------ |
| Ksar d'Aït-Ben-Haddou                                                  | Ouarzazate | Culturel, (iv), (v)               | 1987 | 3,03            | 444  | | 31° 02′ 49″ nord, 7° 07′ 44″ ouest |        |
| Médina de Fès                                                          | Fès        | Culturel, (ii), (v)               | 1981 | 280             | 170  | | 34° 03′ 40″ nord, 4° 58′ 41″ ouest |        |
| Médina de Marrakech                                                    | Marrakech  | Culturel, (i), (ii), (iv), (v)    | 1985 | 1 107           | 331  | | 31° 37′ 52″ nord, 7° 59′ 13″ ouest |        |
| Médina de Tétouan (ancienne Titawin)                                   | Tétouan    | Culturel, (ii), (iv), (v)         | 1997 | 6,5             | 837  | | 35° 34′ 16″ nord, 5° 22′ 01″ ouest |        |
| Médina d'Essaouira (ancienne Mogador)                                  | Essaouira  | Culturel, (ii), (iv)              | 2001 | 30              | 753  | | 31° 31′ 01″ nord, 9° 46′ 08″ ouest |        |
| Rabat, capitale moderne et ville historique : un patrimoine en partage | Rabat      | Culturel, (ii), (iv)              | 2012 | 349             | 1401 | Bien comprenant : « ville nouvelle », kasbah des Oudayas, jardin d'Essais, médina, remparts et portes almohades, site archéologique du Chellah, mosquée Hassan, mausolée Mohammed-V et quartier habous de Diour Jamaâ | 34° 01′ 26″ nord, 6° 49′ 23″ ouest |        |
| Site archéologique de Volubilis                                        | Meknès     | Culturel, (ii), (iii), (iv), (vi) | 1997 | 42              | 836  | | 34° 04′ 26″ nord, 5° 33′ 25″ ouest |        |
| Ville historique de Meknès                                             | Meknès     | Culturel, (iv)                    | 1996 |                 | 793  | | 33° 52′ 59″ nord, 5° 33′ 29″ ouest |        |
| Ville portugaise de Mazagan (El Jadida)                                | El Jadida  | Culturel, (ii), (iv)              | 2004 | 7,5             | 1058 | | 33° 15′ 25″ nord, 8° 30′ 07″ ouest |        |

## Sites de la liste indicative du Maroc
Les sites suivants sont inscrits sur la liste indicative fournie par le Maroc.
| Site                                                              | Province ou région                    | Type                             | Date | Superficie (ha) | Lien | Notes                                                                     | Coordonnées                         | Illus. |
| ----------------------------------------------------------------- | ------------------------------------- | -------------------------------- | ---- | --------------- | ---- | ------------------------------------------------------------------------- | ----------------------------------- | ------ |
| Casablanca, ville du XXe siècle, carrefour d’influences           | Casablanca-Settat                     | Culturel (ii), (iv)              | 2013 |                 | 5848 |                                                                           | 33° 34′ 42″ nord, 7° 36′ 24″ ouest  |        |
| El Gour                                                           | Meknès                                | Culturel (iii)                   | 1995 |                 | 458  |                                                                           | 33° 51′ nord, 5° 19′ ouest          |        |
| Grotte de Taforalt                                                | Province de Berkane, les Béni-Snassen | Culturel (v)                     | 1995 |                 | 459  |                                                                           | 34° 48′ 40″ nord, 2° 24′ 29″ ouest  |        |
| Le centre historique de Tétouan                                   | Tanger-Tétouan-Al Hoceïma             | Culturel (ii), (iv), (v)         | 2024 |                 | 6770 | Extension du site Médina de Tétouan                                       | 35° 34′ 21″ nord, 5° 21′ 17″ ouest  |        |
| Le chapelet d'oasis de Tighmert, région présaharienne du Wad Noun | Guelmim-Oued Noun                     | Culturel (iii), (iv), (v)        | 2016 |                 | 6159 | Il s'agit d'une série de palmeraies faisant partie de la commune d'Asrir. | 28° 27′ 00″ nord, 10° 06′ 36″ ouest |        |
| Mosquée de Tinmel                                                 | Marrakech                             | Culturel (ii), (v)               | 1995 |                 | 452  |                                                                           | 30° 59′ 06″ nord, 8° 13′ 41″ ouest  |        |
| Moulay Idriss Zerhoun                                             | Meknès                                | Culturel (ii), (iv), (vi)        | 1995 |                 | 450  |                                                                           | 34° 03′ 22″ nord, 5° 31′ 19″ ouest  |        |
| Oasis de Figuig                                                   | Province de Figuig                    | Culturel (iii), (iv), (v)        | 2011 |                 | 5625 |                                                                           | 32° 07′ 01″ nord, 1° 13′ 59″ ouest  |        |
| Taza et la Grande Mosquée                                         | Taza                                  | Culturel (ii)                    | 1995 |                 | 451  |                                                                           | 34° 12′ 47″ nord, 4° 01′ 08″ ouest  |        |
| Ville de Lixus                                                    | Larache                               | Culturel (ii), (iii), (iv)       | 1995 |                 | 456  |                                                                           | 35° 12′ 04″ nord, 6° 05′ 56″ ouest  |        |
| Aire du dragonnier ajgal                                          | Tiznit                                | Naturel (vii), (viii), (ix), (x) | 1998 |                 | 1180 |                                                                           | 29° 46′ 01″ nord, 9° 43′ 01″ ouest  |        |
| Lagune de Khenifiss                                               | Tan-Tan                               | Naturel (vii), (x)               | 1998 |                 | 1182 |                                                                           | 28° 03′ nord, 12° 15′ ouest         |        |
| Parc national de Dakhla                                           | Oued Ed-Dahab                         | Naturel (x)                      | 1998 |                 |      |                                                                           |                                     |        |
| Tazota                                                            | El Jadida                             | culturel                         | 1999 |                 |      |                                                                           |                                     |        |
| Parc national de Talassemtane                                     | Chefchaouen                           | Naturel (vii), (x)               | 1998 |                 | 1179 |                                                                           | 35° 13′ 30″ nord, 5° 08′ 28″ ouest  |        |